# Molto illustre ordine della famiglia reale di Terengganu
Il molto illustre ordine della famiglia reale di Terengganu è un ordine cavalleresco del sultanato di Terengganu.

## Storia
L'ordine è stato fondato il 6 luglio 2000 ed è destinato ai membri delle famiglie reali.

## Classi
L'ordine dispone dell'unica classe di membro che dà diritto al post nominale DKR.

## Insegne
- Il nastro è blu con al centro una striscia gialla con bordi verdi.